# La stella del Charleston
La stella del Charleston è uno spettacolo di rivista presentata dalla Compagnia Maresca nella stagione 1928-1929. Il debutto, al Teatro Dal Verme di Milano, è avvenuto il 26 novembre 1928.

## Critica
(Anonimo, La Tribuna, 26 novembre 1928)